# Heinrich Kühn (Mathematiker)
Heinrich Kühn (* 19. November 1690 in Königsberg; † 8. Oktober 1769 in Danzig) war ein deutscher Mathematiker und Naturwissenschaftler.

## Leben
Ab 1707 studierte er an der Universität Halle, wo er am 18. März 1717 zum Doktor der Rechte promoviert wurde.
1733 wurde er zum Professor der Mathematik an das Akademische Gymnasium Danzig berufen.
Am 2. Januar 1743 gründete er mit Jacob Theodor Klein, Daniel Gralath der Ältere und Michael Christoph Hanow  und fünf Weiteren die Naturforschende Gesellschaft in Danzig.
Kühn war bereits zu dieser Zeit über die Grenzen Deutschlands hinaus bekannt.
So gehörte er seit 1735 der Sankt Petersburger Akademie der Wissenschaften als auswärtiges Ehrenmitglied an.
Die bekannteste literarische Arbeit von Kühn stellt sein 1740 erschienenes Werk Meditationes de origine fontium dar, welches die Theorie der Grundwasserströmung und der Quellen behandelt.
Seine ersten Veröffentlichungen lagen auf dem Gebiet der Physik, der physikalischen Geographie und der Astronomie. In Danzig entfaltete Kühn eine rege und langjährige wissenschaftliche Tätigkeit. Von 1735 bis 1770 war er Herausgeber und Autor des Danziger Haus- und Geschichtskalenders.
Für sein Werk „Vernünftige Gedanken über den Ursprung der Quellen und des Grundwassers“ erhielt er 1741 den Preis der Sozietät der Wissenschaften von Bordeaux, es wurde fünf Jahre später in lateinischer, deutscher und französischer Sprache gedruckt.
Im Bereich der Mathematik war er der erste, der die geometrische Darstellung der imaginären Größen 1750 bis 1751 lehrte, was später durch Carl Friedrich Gauß wissenschaftliches Allgemeingut wurde.
Eine weitere, bedeutende Veröffentlichung auf dem Gebiet der höheren Mathematik erschien 1771 posthum unter dem Titel Tentamen de aequationibus cubicis quibuscumque perfecte resolvendis.
Mit seinem Werk über die Grundwasserströmung ist Kühn ein Pionier auf dem Gebiet der Grundwasserhydraulik.
Zwar haben bereits Georg Agrikola, 1549 und Johannes Kepler, 1619 Arbeiten über die Grundwasserverfasstheit verfasst, jedoch bildete erst die von Kühn aufgestellte Theorie den Ausgang für spätere wissenschaftliche Untersuchungen auf dem Gebiet der Hydrogeologie.